# Der Untergang (Nossack)
Der Untergang ist ein autobiografischer Essay von Hans Erich Nossack. Der Text wurde 1943 unter dem Eindruck der Zerstörung Hamburgs bei den als Operation Gomorrha bekannten vernichtenden Luftangriffen begonnen und erschien 1948 zunächst als Teil von Interview mit dem Tode im Krüger-Verlag. Erst 1961 erschien der Text als eigenständige Veröffentlichung bei Suhrkamp.

## Inhalt
Im Zentrum des Berichts stehen die Bombenangriffe auf Hamburg im Juli/August 1943, bei denen die Stadt weitgehend zerstört wurde. Das Erleben erfolgt zunächst aus der Ferne, da Nossack und seine Frau Gabriele – im Text mit dem familiären Namen „Misi“ erscheinend – sich für einen Erholungsurlaub ein kleines Haus in der Lüneburger Heide bei Maschen, etwa 15 Kilometer von Hamburg entfernt, gemietet hatten.
Die Konfrontation mit dem Inferno und seinen Folgen vollzieht sich in mehreren Stufen: Da ist zunächst das Geräusch der sich mit ihrer Bombenlast nähernden Flugzeuge, von denen Nossack und seine Frau in der Nacht geweckt werden:

„Man wagte nicht, Luft zu holen, um es nicht einzuatmen. Es war das Geräusch von achtzehnhundert Flugzeugen, die in unvorstellbaren Höhen von Süden her Hamburg anflogen. Wir hatten schon zweihundert oder auch mehr Angriffe erlebt, darunter sehr schwere, aber dies war etwas völlig Neues. Und doch wußte man gleich: es war das, worauf jeder gewartet hatte, das wie ein Schatten seit Monaten über all unserm Tun lag und uns müde machte, es war das Ende.“

Für Nossack, der das Schauspiel beobachten will und sich nicht in den Keller des Hauses begeben hat, ist zunächst nicht viel zu sehen, nur die von Flugzeugen abgeworfenen Leuchtkörper, die sogenannten „Tannenbäume“, das Abwehrfeuer der Flak, darunter eine sich ausbreitende Rauchwolke, „die durch das Feuer der Stadt von unten her rot angestrahlt war.“
Die nächste Stufe ist die Begegnung mit den aus Hamburg flüchtenden Menschen:

„In der Nacht schon und im frühen Morgengrauen waren die ersten Flüchtlinge eingetroffen. Barfuß manche und im Hemd, so wie sie aus dem Bett auf die Straße gerannt waren. Sie brachten eine unheimliche Stille mit sich. Niemand wagte sie zu fragen, wenn sie stumm am Wegrand saßen; ja, nur ihnen Hilfe anbieten zu wollen, schien eine zu laute Handlung. Dann kamen Lastautos an. Die Leute hockten fremd darin. Wohin fahren wir? Warum halten wir? Laßt uns noch etwas schlafen! Ihre Hände umklammerten Bündel unverständlicher Habseligkeiten wie ein letztes Gewicht, das sie am Boden festhielt. Nirgendwo Klagen oder eine Träne; wortlos stiegen sie aus und ließen sich wegführen. Nur ein kleiner häßlicher Hund sprang vergnügt vom Schoß seiner Herrin und lief kläffend zum nächsten Baum.“

Den Nossacks wird langsam klar, dass sie selbst in ihrem Ferienhaus zu Flüchtlingen geworden sein könnten. Ob ihr Haus in der Stadt erhalten oder auch zerstört ist, wissen sie zunächst nicht.
Es folgt die Fahrt in die Stadt und damit die Gewissheit, dass sie selbst von der Zerstörung betroffen sind. In ihrem Wohnhaus sind auch die Manuskripte und Tagebücher Nossacks verbrannt, der zu diesem Zeitpunkt noch nichts veröffentlicht hatte. Im Kontor im Freihafen steht das Haus noch, die Räume sind aber durch Bombenwirkung und Löschwasser verwüstet. Die Nossacks sammeln einige Habseligkeiten ein, darunter eine Schreibmaschine, und es finden sich auch noch einige Manuskripte. In den folgenden Tagen wird alles geplündert werden, vor allem die Kaffeeproben und Verschiffungsmuster. „In den hundert Kontoren [des Freihafens] fand sich später buchstäblich keine Bohne mehr.“
Die nächste Stufe ist die Bewusstwerdung des Verlusts von vertrauter Welt und Vergangenheit, die sich in diesem Fall an der Kirche Sankt Katherinen festmacht:

„Plötzlich stockten wir, unser Blick war durch das Hinterfenster auf die Katharinenkirche gefallen. Wir sahen uns erschrocken an. „Ja, als sie einstürzte, habe ich geweint“, sagte der Ingenieur, der neben uns stand. Er nannte uns auch die genaue Stunde, in der es geschehen war. Es nützte uns nichts, daß wir uns einredeten: Es ist nur eine Kirche, die hunderttausend Wohnungen und die Menschen, das ist viel schlimmer. Es war wohl ein Symbol. Wir alle, die dort zu tun hatten, liebten den Turm über alle Maßen, jeder auf seine Art, vielleicht ohne es zu wissen. Wir merkten es erst jetzt. Weit über ein Jahrzehnt stand er vor meinem Schreibtisch. Das Blaugrün des barocken Kirchendaches verzauberte das opalisierende Wasser des Fleets. Besonders im Frühjahr und Herbst wurde man dadurch zu Träumereien verführt. Das Wissen um eine alte Orgel und daß diese Kirche als einzige den Brand Hamburgs hundert Jahre früher überlebt hatte, war gar nicht notwendig. Nun stand nur noch ein kläglicher Stumpf des Turmes da, verrottet und schwarz angeraucht.“

In Zusammenhang mit dieser Kirche taucht bei Nossack eine Erinnerung auf:

„Aber ich entsinne mich nun, daß es mich im Mai dieses Jahres tief verstörte, als zwei große möwenartige Vögel die Kirche lautlos und fast ohne Flügelschlag umkreisten. Sie waren manchmal schwarz und manchmal weiß, und ihre Schatten streiften beängstigend über Häuser und Wasser. Auch die vielen hundert so viel kleineren Möwen, die dort ihr gefräßiges Wesen führen, verstummten, duckten sich und beobachteten die Fremdlinge mit schrägem Kopf. Das war nur an einem einzigen Nachmittag. Doch man sagt uns ja immer, wir sollten nicht abergläubisch sein. –“

Diese als Omen des Untergangs gedeuteten Vögel erscheinen auch in Nossacks Nekyia als zwei geheimnisvolle Vogelwesen, wobei sie dort den Turm des Rathauses umkreisen.
Weitere tierische Boten des Untergangs erscheinen in Gestalt von Ungeziefer:

„Ratten und Fliegen beherrschten die Stadt. Frech und fett tummelten sich die Ratten auf den Straßen. Aber noch ekelerregender waren die Fliegen. Große, grünschillernde, wie man sie nie gesehen hatte. Klumpenweise wälzten sie sich auf dem Pflaster, saßen an den Mauerresten sich begattend übereinander und wärmten sich müde und satt an den Splittern der Fensterscheiben. Als sie schon nicht mehr fliegen konnten, krochen sie durch die kleinsten Ritzen hinter uns her, besudelten alles, und ihr Rascheln und Brummen war das erste, was wir beim Aufwachen hörten. Dies hörte erst später im Oktober auf. Und dann der Geruch von verkohltem Hausrat, von Fäulnis und Verwesung, der über der Stadt lag. Und dieser Geruch war sichtbar als ein trockener roter Mörtelstaub, der über alles hinwehte. In uns erwachte plötzlich eine Gier nach Parfüm. –“

Wenn Nossack die Reaktion der Menschen auf die allgemeine Vernichtung beobachtet – auch die eigene –, so sieht er vor allem verschiedene Formen von anscheinender Gleichgültigkeit. Das Ausbleiben sonst eigentlich erwartbarer Reaktionen wie Wut und Rachedurst scheint ihm erstaunlich:

„Ich habe nicht einen einzigen Menschen auf die Feinde schimpfen oder ihnen die Schuld für die Zerstörung geben hören. Wenn in den Zeitungen Ausdrücke wie Luftpiraten oder Mordbrenner standen, so hatten wir kein Ohr dafür. Eine viel tiefere Einsicht in die Dinge verbot uns, an einen Feind zu denken, der dies alles verursacht haben sollte; auch er war uns höchstens ein Werkzeug unkennbarer Mächte, die uns zu vernichten wünschten.“

Die Gleichgültigkeit äußert sich auch gegenüber der Macht des Staates und seiner Organe:

„Machthaber und Behörden waren zum Teil wie vom Erdboden verschwunden, wo sie aber noch ein Scheinleben, und gleichsam geduldet, führten, gaben sie sofort nach, wenn einer aufbegehrte. Was sollten sie auch tun? Auf dem Bahnhof in Harburg hörte ich eine Frau, die, ich weiß nicht was, getan hatte, schreien: Stecken Sie mich doch ins Gefängnis, dann habe ich wenigstens ein Dach überm Kopf! und drei bewaffnete Bahnpolizisten wußten nichts anderes zu tun, als sich verlegen fortzudrücken und es der Menge zu überlassen, die Frau zu beruhigen.“

Diese Beobachtungen werden immer wieder unterbrochen von teils ausgedehnten Reflexionen, weshalb der Text Merkmale von Essay, Autobiografie und Bericht in sich vereinigt. Die Reflexionen beziehen sich dabei unter anderem auf Ich, Wahrnehmung und insbesondere auf die Sprache und ihre Adäquatheit bei der Versprachlichung von Ausnahmesituationen. Ausgespart bleiben Fragen der Schuld der Deutschen am Krieg oder an den Verbrechen der Nationalsozialisten.
Demgegenüber steht die in Nekyia noch ausgeprägter erscheinende Tendenz zu Überhöhung und Mythisierung, wenn von „Sintflut“ oder dem „jüngsten Tag“ die Rede ist, der Krieg als eine Art Naturereignis erscheint, als „das Wüten der Welt gegen sich selbst“ oder die Fahrt in die zerstörte Stadt als Eintritt in die Unterwelt inszeniert wird.

## Rezeption
Die Erstausgabe stieß in der Zeit des Wiederaufbaus Nachkriegsdeutschlands auf Desinteresse. Nachdem 1981 eine aufwändig bebilderte Neuauflage mit Fotografien von Erich Andres im Kabel Verlag unter intensiver medialer Begleitung erschienen war, wurde das Werk ein Verkaufsschlager. In der Zeit von NATO-Doppelbeschluss und Aufstellung der Pershing 2 passte es in den Zeitgeist. Es gilt heute als verlässlicher Longseller.
Bereits 1949 erschien eine französische Übersetzung (L'effondrement) in der von Jean-Paul Sartre herausgegebenen Zeitschrift Les Temps Modernes. Weitere Übersetzungen folgten, darunter Englisch (The End), Italienisch (La fine) und Spanisch (El hundimiento). Der Untergang ist der mit Abstand meistverkaufte Text Nossacks.
Der Text etablierte Nossacks Ruf als „epischer Experte für Katastrophen“ und durch ihn gilt er als der erste Autor der deutschen Literatur der Nachkriegszeit, der die Schrecken des Bombenkriegs in relativ nüchterner Form beschrieb. In der ab 1997 ausgetragene Debatte um W. G. Sebalds Thesen zu Luftkrieg und Literatur wird der Bericht Nossacks als herausragendes Zeugnis gewürdigt. Sebald schreibt:

„Es ist das unabweisbare Verdienst Nossacks, daß er, trotz seiner fatalen Neigung zur philosophischen Überhöhung und falschen Transzendenz, als einziger Schriftsteller damals den Versuch unternahm, das, was er tatsächlich gesehen hatte, in möglichst unverbrämter Form niederzuschreiben. Zwar bricht auch in seinem Rechenschaftsbericht über den Untergang von Hamburg bisweilen die Rhetorik der Schicksalshaftigkeit durch, ist die Rede davon, daß das Antlitz des Menschen geheiligt worden sei zum Durchgang für Ewiges und nehmen die Dinge zuletzt eine märchenhaft-allegorische Wendung, aber insgesamt geht es ihm hier doch in erster Linie um die schiere Faktizität, um die Jahreszeit und das Wetter, den Standpunkt des Beobachters, das mahlende Geräusch der sich nähernden Geschwader, den roten Feuerschein am Horizont, um den körperlichen und seelischen Zustand der aus der Stadt Geflohenen, um die ausgebrannten Kulissen, die Schornsteine, die seltsamerweise stehen geblieben sind, die Wäsche, die auf dem Gestell vor dem Küchenfenster trocknet, um eine zerrissene Gardine, die aus einer leeren Veranda weht, um ein Wohnzimmersofa mit gehäkelter Decke und die ungezählten anderen, für immer verlorenen Sachen und um den Schutt, unter dem sie begraben sind, um das grauenhafte neue Leben, das sich darunter regt, und die plötzliche Gier der Menschen nach Parfüm.“

## Ausgaben
- Erstdruck: Der Untergang. In: Interview mit dem Tode. Krüger, Hamburg 1948. 2. Auflage unter dem Titel Dorothea : Berichte. Krüger, Hamburg 1950.
- Erstausgabe: Der Untergang (= suhrkamp texte 9). Nachwort von Walter Boehlich. Suhrkamp, Frankfurt am Main 1961.
- Weitere Ausgaben:
  - Der Untergang (= Edition Suhrkamp Bd. 19). Nachwort von Walter Boehlich. Suhrkamp, Frankfurt am Main 1963.
  - Der Untergang (= Bibliothek Suhrkamp Bd. 523). Mit einem Nachwort von Siegfried Lenz. Suhrkamp, Frankfurt am Main 1976, ISBN 3-518-01523-0.
  - Der Untergang. Hamburg 1943. Mit Fotos von Erich Andres. Nachwort von Erich Lüth. Kabel Verlag, Hamburg 1981, ISBN 3-921909-70-8.